# BRDM-1
BRDM-1 (Bronirovannaya Razvedyvatelnaya Dozornaya Mashina, tiếng Nga: Бронированная Разведывательная Дозорная Машина, nghĩa là "Xe tuần tra/trinh sát bọc thép") là một lại xe trinh sát bọc thép lội nước của Liên Xô. Ban đầu nó có tên đơn giản chỉ là BRDM nhưng khi BRDM-2 đưa vào trang bị cho Lục quân Liên Xô năm 1962 thì nó được định danh là BRDM-1. BRDM (còn gọi là BTR-40P) xuất hiện lần đầu năm 1957, được sản xuất cho đến tận năm 1966. Tổng cộng có khoảng 10.000 xe được chế tạo, ít nhất có khoảng 600 xe hiện vẫn hoạt động được.

## Lịch sử
Trong thời gian khai thác xe bọc thép chở quân BTR-40, Lục quân Liên Xô nhận thấy nó không có khả năng lội nước, mà đây là một vấn đề đáng kể trên chiến trường hiện đại. Kết quả, vào cuối năm 1954, phòng thiết kế A.Dedkov OKB do tổng công trình sư V.K.Rubtsov đứng đầu đã bắt đầu thiết kế một phiên bản lội nước mới. Mục đích đơn giản của thiết kế mới là một biến thể lội nước của xe bọc thép chở quân bánh lốp BTR-40, thiết kế này có tên định danh là BTR-40P.
Thiết kế sử dụng lại nhiều thành phần từ BTR-40, nhưng do tiến trình công việc nên khái niệm thiết kế đã thay đổi. Cuối cùng nhiệm vụ của thiết kế mới là xe trinh sát bọc thép lội nước. Do đó, xe được đổi tên thành BRDM, đây là từ viết tắt của Boyevaya Razvedyvatelnaya Dozornaya Mashina. Mẫu thử đầu tiên hoàn thành vào tháng 2 năm 1956. Thử nghiệm chi tiết được diễn ra ở khu vực Biển Đen, nó được chấp nhận đưa vào trang bị vào năm 1957, sản xuất hàng loạt cũng vào năm này.